# Kronhorster Trebel
Die Kronhorster Trebel ist ein kleiner Fluss im Landkreis Vorpommern-Rügen in Mecklenburg-Vorpommern. Sie entspringt bei Eichholz und fließt von dort in östlicher Richtung zunächst durch ein Waldstück und dann durch Wiesen. Etwa zwei Kilometer nach der Unterquerung der B 194 knickt der Flusslauf beim Zusammenfluss mit der Beek nach Süden ab und vereinigt sich schließlich im Stadtgebiet von Grimmen nur etwa einen Kilometer westlich der Wasserscheide zum Ryck mit der Poggendorfer Trebel zur Trebel.